# Uhu (Schiff)

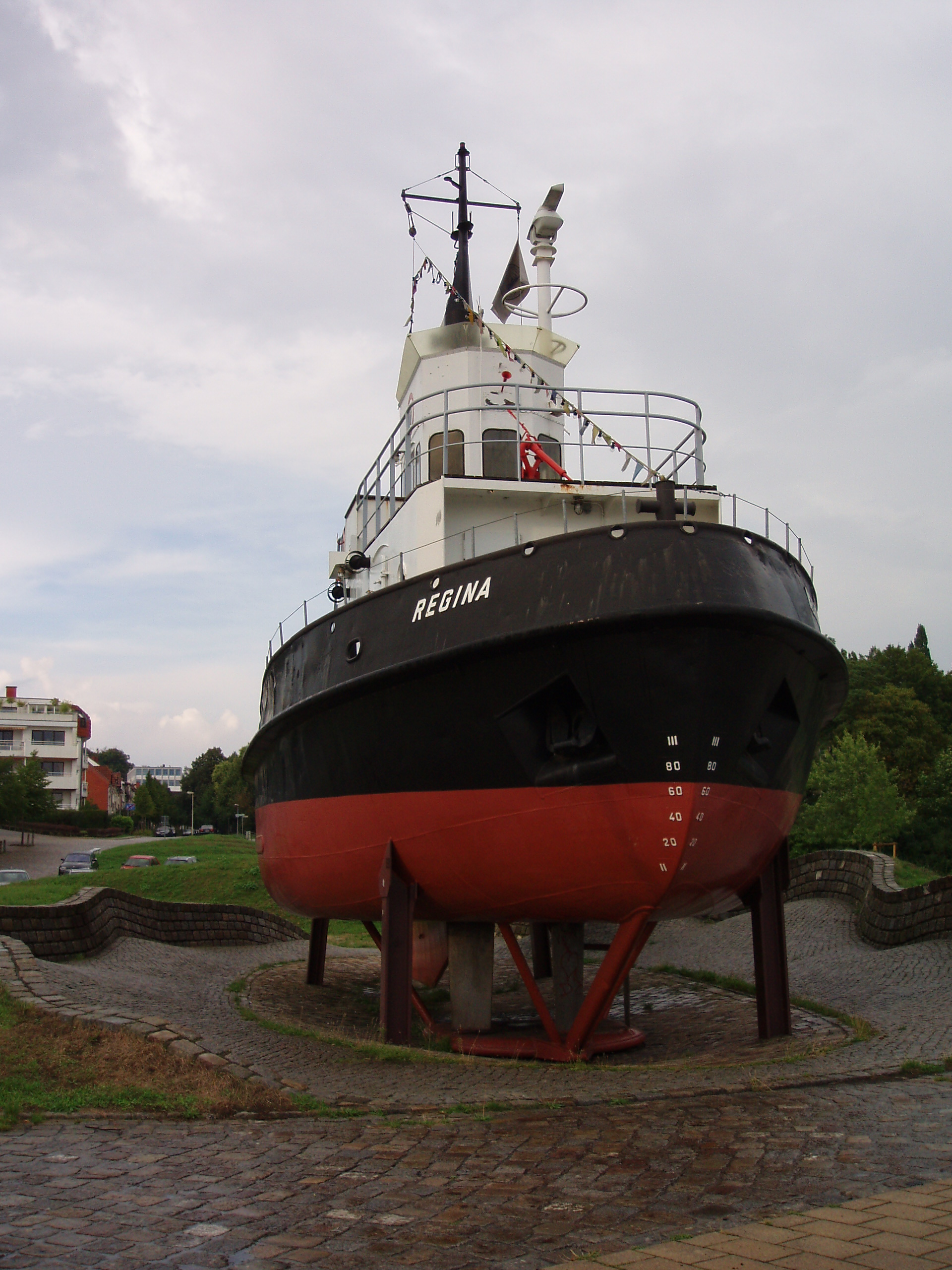
Beispiel eines Schleppers mit einem Voith-Schneider-Antrieb (hier die Regina, Museumsschiff in Bremen)

Die Uhu war das erste Schiff mit Voith-Schneider-Antrieb. Das Schubschiff wurde 1930 von der Deggendorfer Werft abgeliefert und 1939 zum Schlepper umgebaut.

## Bau des Schubschiffes
Der neue Antrieb wurde von Voith 1929 im 13-Meter-Boot Torque gemeinsam mit der Lürssen-Werft erprobt. Die Torque hatte einen 60-PS-Ottomotor, der auf einen Voith-Schneider-Antrieb mit 800 mm Durchmesser und vier Flügeln mit 350 mm Länge arbeitete. Die positiven Ergebnisse führten dazu, dass der Bayerische Lloyd im gleichen Jahr der Deggendorfer Werft und Eisenbau Gesellschaft einen Auftrag zum Bau eines Schubbootes – offiziell Stoßtreidler genannt – mit einem 700 PS starkem MAN Typ W7V28/38 Dieselmotor und zwei Voith-Schneider-Antrieben mit je sechs Flügeln und 350 PS erteilte. Das Schiff wurde 1930 abgeliefert und war zu dieser Zeit 26,2 m lang, 9,00 m breit und hatte 1,90 m Tiefgang. In der Folge wurden mit der neuen Antriebsart und dem Übergang vom Schleppen zum neuartigen Schieben von Schiffen viele Versuchsfahrten durchgeführt. 
1934 wurde das Schiff umgebaut und war danach 43,0 m lang, 7,60 m breit und hatte 2,35 m Tiefgang. Die ursprünglichen Antriebsmotoren vom Typ MAN W 7V28/38 wurden gegen gleich starke Motoren vom Typ MAN G 8Vu33 ausgewechselt. Für den Schubbetrieb wurden drei Tankschubleichter mit 43,0 m Länge, 7,0 m Breite und 285 Tonnen Tragfähigkeit gebaut. Der Verband fuhr in Schwalbenschwanzformation.

## Umbau zum Schlepper
Wegen häufiger Schäden an der Antriebsanlage wurde das Schubboot 1934 zum Zweischrauben-Schlepper umgebaut und in Danzig umbenannt. 1944 sank die Danzig durch einen Minentreffer; 1945 wurde sie von einem jugoslawischen Unternehmen gehoben und instand gesetzt. Danach fuhr das Boot unter dem Namen Zlatibor noch bis 1970.